# Diplodus cervinus hottentotus
Diplodus cervinus hottentotus es una especie de peces de la familia Sparidae en el orden de los Perciformes.

## Morfología
• Los machos pueden llegar alcanzar los 60 cm de longitud total.

## Alimentación
Come peces, moluscos, crustáceos, gusanos y otros organismos.

## Distribución geográfica
Se encuentra en las  costas occidentales del Océano Índico (sur de Mozambique y Sudáfrica ).